# もんじゃ焼き
もんじゃ焼き（もんじゃやき）は、ゆるく水溶きした小麦粉を鉄板で調理して食べる東京発祥のローカルフードである。
単にもんじゃと呼ぶほか、地域によって異なるさまざまな呼称がある（後述）。

## 概要
いわゆる「粉もの」料理の一つで、小麦粉を水に溶き、鉄板の上に流して焼く料理である。
お好み焼きに似た食べ物であるが、生地の粉液比が非常に低いうえに、ソースなどの調味料を一緒に混ぜ込んでしまうため、加熱後の鉄板上においても糊状で固形化しないのが特徴である。鉄板にへらで押さえつけて焼きながら食べるので、鉄板に接する面は黒く焦げるが、内部は柔らかく粘ったままである。
東京都の下町と埼玉県南部・東部、群馬県東部と栃木県南部に提供する店が多い。
独特の見た目や食べづらさ、腹持ちの悪さなどから賛否の分かれる料理である。

## 歴史
現在に繋がるもんじゃ焼きのスタイルは戦後の昭和20年代に誕生し、浅草近辺（墨田区本所地区　現:墨田区東駒形）が発祥とされる事が多いようである。この地を基点とする東武鉄道や京成電鉄、旧奥州街道である国道4号、当時まだ盛んであった隅田川の物流などを通して、北関東や千葉方面に伝播したと考えられている（異説もあり。群馬のもんじゃ焼き参照。）。

### 文字焼き
江戸時代や明治時代の江戸・東京に「文字（もんじ）焼き」と称する駄菓子が存在したことが記録に残っている。現在のもんじゃ焼きとは異なる甘い焼き菓子であるが、これが「もんじゃ」の語源となっていることは想像に難くない。敗戦後に小麦粉が配給となった際に、これが糖蜜抜きで復活したという推測は成立する。
清水晴風の「街の姿」には「文字焼はうどんの粉に蜜を入れて、溶解せしを子供に与え、小なる匙にて文字を書くが如く、自由に銅板の上に垂らせば、直ぐに焼けるを以て文字焼と言う。」と書かれている。また、森銑三の「明治東京逸聞史2」にも「饂飩粉に蜜を加えたものを、銅の板の上で、手ン手に焼いて食べる」とあり、当時の文字焼きは甘味のある煎餅やパンケーキのような食べ物であったことがわかる。

### 駄菓子屋ともんじゃ焼き
東京下町の駄菓子屋には、昭和40年代（1965年 - 1974年）頃までは大抵もんじゃ焼きの鉄板があった。駄菓子屋は子供たちの社交場として機能しており、もんじゃを焼く鉄板上での陣取りはゲーム的要素のある遊びとして親しまれていたという。
昭和20年代は物資が欠乏していたため、単にうどん粉を水で溶き、ソースや醤油で味付けしただけのものが多かったが、昭和30年代になるとキャベツなどの具材が加わるようになり、いわゆる「土手」を作ってから液汁を流し込むという調理手順が誕生した。しかしこの独特の作法が伝搬しなかった地域も少なくなく、近年では「土手を作らない」ことで料理としての独自性を主張する向きもみられる。
駄菓子屋のもんじゃは下町の子供たちに広く親しまれたが、食文化や嗜好の変化に加え、店主の高齢化に伴う廃業によって平成以降急速に姿を消していった。一方で、もんじゃ焼きは東京の伝統的な食べ物として全国的に認知されるようになり、観光客や昔を懐かしむ世代を対象とする業態に移行したことで単価の上昇を招き、子供たちの小遣いで手の届く価格帯ではなくなってしまった。それでも一部にはまだ昔ながらの安価で提供する駄菓子屋もわずかながら残存している。

### どんどん焼き・お好み焼きとの関係
大正時代に文字焼きから派生したどんどん焼きが生まれ、そしてどんどん焼きは関西に一銭洋食との名で広まり、それがお好み焼きやたこ焼きに発展していったとする説が従来語られてきたが、それらを再検証した新しい研究成果も発表されている。

## 呼称
東京の年配者の間では「もんじゃ焼き」ではなくもっぱら「もんじゃ」と呼ばれることが多い。仮にこれを「もんじやき」の訛りや省略形と解釈するならば、現在一般的となっている「もんじゃ焼き」という表現は重言となる。
「もんじゃ」以外の呼び方、同種の料理を指す言葉としては、以下のようなものがある。
- もんじ焼き、もじ焼き
- じじ焼き
- ぼったら焼き、ぼったら、ぼった、ぼってら（足立、荒川、川口、草加など）
- たらし焼き（大洗、秩父など）
- おいの（浦安の一部）
- 水焼き

## 東京都のもんじゃ焼き
都内全域に分布しているわけではなく、古くからの店が残るのは墨田区・江東区・台東区・葛飾区・足立区・荒川区等の東京都23区城東地区に限られる。特に観光地として有名なのは、月島と浅草である。近年は山の手方面においてももんじゃ焼きを提供する店は珍しくなくなったが、住民への浸透度は下町に遠く及ばない。そのため東京出身であってももんじゃ焼きに親しみや思い入れのない人は多い。

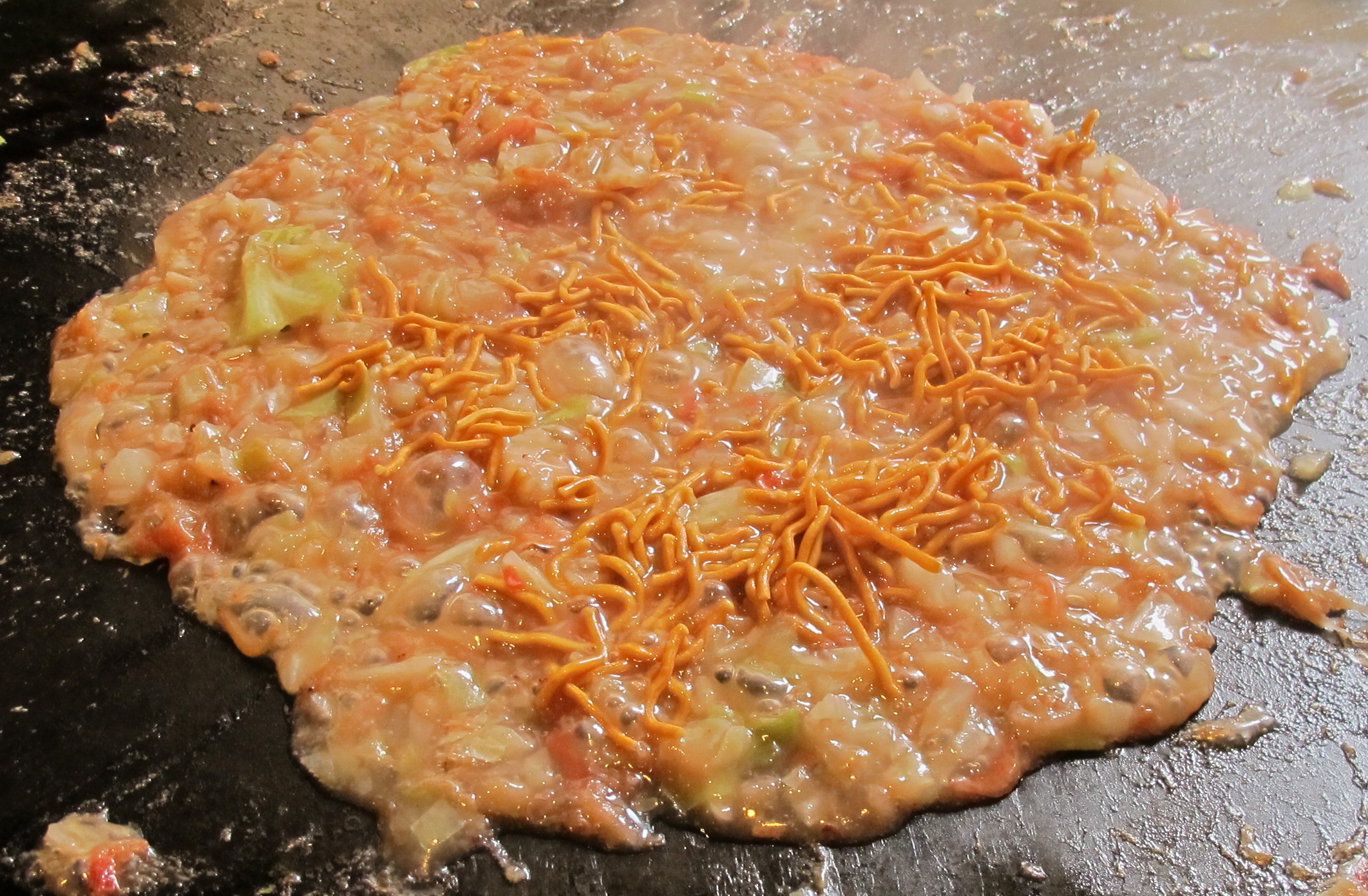
亀有「嵯峨野」のもんじゃ焼き

### 月島

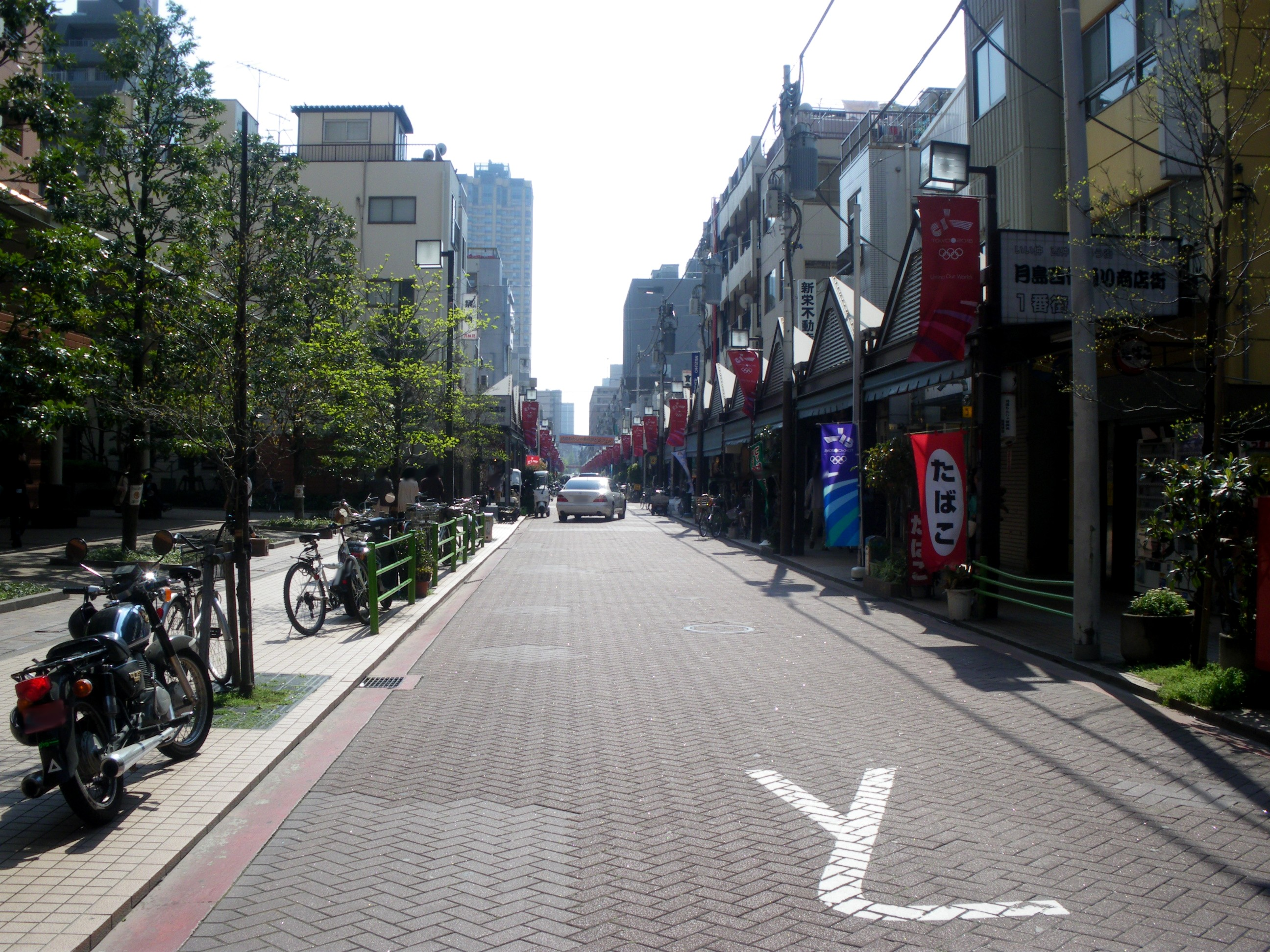
月島西仲（もんじゃ通り）

東京都中央区月島の「西仲通り商店街」は「もんじゃ焼きの街」「もんじゃストリート」と呼ばれ観光客で賑わう。月島には現在もんじゃ焼き屋が75店ほどあるが、歴史のある店は数店であり、ほとんどは1980年代後半の「もんじゃブーム」で他の商店からくら替えしたものである。大半の店はもんじゃ焼きだけではなくお好み焼きやその他の鉄板焼きも提供している。「いちごみるくもんじゃ」などアレンジされたもんじゃ焼きを提供している店もある。
もんじゃ焼きが月島名物になった背景には、1988年6月8日に営団地下鉄有楽町線が開通して利便性が向上したことで地元商店街から銀座など他の街に買い物客が流出するなか、もんじゃ焼き屋だけが売り上げを伸ばしていたことに目を付け、もんじゃ焼き屋に転業する店が増加したことにある。

## 群馬県のもんじゃ焼き
キャベツ以外の具の量は少ない。「発祥地は群馬県であり、特産品のうどんを作った際の余りのうどん粉を水で溶いて焼いたのが起源」としているが、東京の浅草を起点とする東武伊勢崎線により、途中埼玉県に伝播しつつ、群馬に伝わったともされている。伊勢崎市では、子供がおやつ代わりにうどんの打ち粉を水で溶き、醤油を加えて鉄板で焼いたものが「伊勢崎のもんじゃ焼き」のルーツとされる。その当時は貧しい家が多くソースが家庭に無かったため、醤油以外にかき氷に使われるイチゴシロップやカレー粉を入れることがあり、それが現在も隠し味としてイチゴシロップを入れた「あま」、カレー粉を入れた「から」、両方を入れた「あまから」として存在する。

## 足利もんじゃ（栃木県のもんじゃ）焼き
駄菓子屋のもんじゃと同様に、小麦粉と水のみの水気の多いネタを使いクレープのように薄く焼いて食べる。焦がすことはないが、食べた跡を放置して「せんべい」として食すこともある。もんじゃ焼きの語源の一つと言われる「文字焼き」の逸話として「寺子屋で文字を教える際に、薄く焼いた小麦粉の生地に文字を書いた」がある。しかし日本最古の大学、坂東の大学と評された足利学校と関連付けた資料はほとんどない。足利もんじゃには醤油味・ウスターソース味があるが、月星ソース（月星食品）の本社が足利市にあり、昭和後期の太田・佐野・足利周辺のイモ・小麦粉+ウスターソース文化（シュウマイもウスターソースで食す）の影響により、醤油味からウスターソース味が派生したとも考えられる。現存するもんじゃ焼き屋は少なく、その中でも多くは「月島もんじゃ」も扱うが、今でも地域由来の家庭ではこの足利もんじゃをおやつとして出すこともある。

## 埼玉県のもんじゃ焼き
久喜市をはじめ各地で食べられており、1970年（昭和45年）頃の川越では駄菓子屋に鉄板のテーブルがあり、もんじゃ焼きは子供たちのおやつであった。
また、川口市の幸町、青木町あたりを中心として、1980年代（昭和年間）くらいまでは数店の駄菓子屋で提供されていた。川口においても呼称は『もんじゃ』ではなく、もっぱら『ぼったら』と呼ばれていた。
しかし、店主の高齢化などにより駄菓子屋自体が減少し、今ではほとんど見られなくなった。

## 讃岐（香川県）のもんじゃ焼き
讃岐うどんで有名な香川県には「讃岐のもんじゃ焼き」などと呼ばれる料理がある。具としてご当地グルメの讃岐うどんが入っている事が大きな特徴である。「第二次世界大戦後の食糧難の時期に少量の讃岐うどんでボリュームある料理を作ろうと高松市内の居酒屋が考案した」などとされているが根拠に乏しく、また香川県内での知名度もほとんど無いことから、近年のB級グルメブームに乗って創作されたものと思われる。

## 道具
もんじゃをはがすための「へら」は、「こて」あるいは「はがし」と呼ばれる。幅20 - 30mm、長さ10 - 15cmのステンレス製で、お好み焼き用のヘラよりもかなり小さい。
家庭用のホットプレートなどのコーティングを傷めないように作られた、竹製や木製、ナイロン製の製品も販売されている。

## 関連商品
- ユニオンソース - 東京ではこの銘柄のソースを使用するもんじゃ焼き屋が比較的多い。
- ラメック - 東京の下町でラーメン菓子の代名詞となっていたトッピングの定番。製造中止となったが業務用としては流通しており、一部のもんじゃ焼き屋で用いられている。
- ベビースターもんじゃ焼き - おやつカンパニーの地域限定商品。袋麺の様なパッケージに、発泡スチロールのトレイと食品が入っており、湯または水で練って食べる。
- ベビースターもんじゃ焼きせんべい - おやつカンパニーの地域限定商品。そのまま食べる菓子。
- 月島もんじゃまん - ファミリーマートで限定販売している中華まんの一種。もんじゃ焼きの具が入っている。